# Emanuele Coccia
Emanuele Coccia (1976) è un filosofo italiano, professore presso l'École des hautes études en sciences sociales dal 2011.

## Biografia
Dottore in filosofia medievale presso l'Università degli Studi di Firenze, Emanuele Coccia ha insegnato tra il 2008 e il 2011 all'Università di Friburgo in Brisgovia, in Germania. È stato professore in visita presso l'Università imperiale di Tokyo (Todai) nel 2009, presso l'Università di Buenos Aires nel 2010, presso l'Università Heinrich Heine di Düsseldorf nel 2013 e nel 2015-2016 ha insegnato all'Accademia italiana per studi avanzati presso la Columbia University di New York.
Ha dedicato le sue prime ricerche allo studio della filosofia medievale. La sua prima opera tratta della dottrina dell'intelletto dell'averroismo latino. Ha poi pubblicato, con Giorgio Agamben, un'antologia sugli angeli nel giudaismo, cristianesimo e islam, che mostra per la prima volta come la teologia degli angeli sia stata un'importante fonte di riflessione sul potere in Europa.
La sua ricerca si evolve poi verso la teoria dell'immagine e la natura degli esseri viventi. Nel 2010 ha pubblicato La Vie sensible, opera salutata da Roger-Pol Droit su Le Monde come una “meteorite filosofico” che propone un “viaggio molto insolito”.
Nel 2017 La Vie des Plantes ha ricevuto il Prix des Rencontres philosophiques de Monaco, ed è stato tradotto in undici lingue. Il lavoro è stato lodato dalla stampa.
Nel 2019 Coccia è stato consulente scientifico della mostra "Nous les arbres" presso la Fondation Cartier.

## Pubblicazioni

### Libri
- La trasparenza delle immagini. Averroè e l'Averroismo, Milano, Mondadori, 240 p. 2005[11] (tradotto in spagnolo)
- La vita sensibile, Il Mulino, 2011 (tradotto in 6 lingue)
- Angeli. Ebraismo, Cristianesimo, Islam, ed. E. Coccia e Giorgio Agamben, Milano / Vicenza, Neripozza, 2009[3]
- Il bene nelle cose. La pubblicità come discorso morale, Il Mulino Bologna 2014[12][13] (tradotto in 5 lingue)
- La vita delle piante. Una metafisica della mescolanza, Bologna Il Mulino 2018[14][15][16] (tradotto in 10 lingue)
- Con Donatien Grau, Le Musée transitoire. Sur 10 Corso Como, Parigi, Klincksieck, 2018[17] (tradotto in inglese)
- Métamorphoses, Parigi,  Rivages, 240 p. 2020[18] (tradotto in tedesco)
- Filosofia della casa. Lo spazio domestico e la felicità, Torino, Einaudi,  2021[19]
- La vita delle forme. Filosofia del reincanto, Emanuele Coccia, Alessandro Michele, Milano, HarperCollins, 2024[20].
- Filosofía de la casa. El espacio doméstico y la felicidad. Emanuele Coccia; Ediciones Siruela, 2024. 167 p.